# قاسم الشواف
قاسم الشواف باحث وكاتب سوري  ولد في سنة 1927 في دمشق، سوريا. يكتب قاسم الشواف في مجال التاريخ القديم لبلاد الشام والحضارات القديمة، وهو أيضاً مهتم بتقديم دراسات عن هذه الحضارات. صُدر له سبعة كتب في مجال التاريخ وترجمها إلى العربية وعلّق على أربعة كتب. كما ساعد في ترجمة كتاب من اللغة الفرنسية إلى العربية وترجم مسرحية واحدة إلى العربية.

## أعمال الكاتب

### مؤلفات الكاتب
- الكلمة الصافية، دار الأجيال، دمشق، 1969.
- «الاستعادة» بصدد الصراع الصهيوني-العربي، مؤسسة التوجيه المعنوي، دمشق، 1969.
- فلسطين: التاريخ القديم الحقيقي منذ ما قبل التاريخ حتى الخلافة العباسية، دار الساقي، بيروت، 2006.
- الفينيقيون والألعاب الأولمبية: دور مدينة عمريت الفينيقية في نقل ممارسة المباريات الرياضية إلى اليونان، دار علاء الدين، دمشق، 2015.
- مع رحلة الفنان وليد عزت، في أساطير سومر وملحمة جلجامش، مؤسسة التوجيه المعنوي، دمشق، 1973.
- أخبار أوغاريتية وموسيقى من أوغاريت، دار طلاس للدراسات والترجمة والنشر، دمشق، 1999.
- الحكم والسياسة في العالم القديم، دار علاء الدين، دمشق، 2015.[2]

### نقله إلى العربية وعلّق عليه
- الكتاب الأول من مجموعة ديوان الأساطير: «أناشيد الحب، ماء الأرض وماء القلب» في نصوص ما بين النهرين، دار الساقي، 1996.
- الكتاب الثاني من مجموعة ديوان الأساطير: «الآلهة والبشر» عبر نصوص سومر وآدكاد وآشور، دار الساقي، 1997.[3]
- الكتاب الثالث من مجموعة ديوان الأساطير: «الحضارة والسلطة» في نصوص ما بين النهرين، دار الساقي، 1999.
- الكتاب الرابع من مجموعة ديوان الأساطير: «الموت والبعث والحياة الأبدية»، دار الساقي، 2001.[4]

### ترجم من الفرنسية للعربية
- الفصام بين الجسد والفكر للكاتبة شانتال شواف، 1992.

### مسرحيات ترجمها
- مسرحية «نحن الملك» عن كتاب «أنا الغاضب» للكاتب المغربي محمد خير الدين، اتحاد الكتاب العرب، دمشق، 1971.